# シングル・マン (RCサクセションのアルバム)
『シングル・マン』は、1976年4月21日に発売されたRCサクセション3枚目のアルバム。

## 解説
RCサクセション（以下、RC）の3枚目のアルバムで、初めて彼らが電気楽器を本格的に導入したアルバム。
ただし本作が広く認められるようになったのはRCがエレキ編成となりブレイクした1980年代以降で、制作および発売時とその後の境遇に関しては、周囲に翻弄され続けた不運なアルバムであった。

## エピソード
本作のレコーディングが始められたのは1974年で、ポリドールの多賀英典のもと、当時RCが所属していたホリプロに秘密のうちに、作業は開始された。というのも、その直前、RCのマネージャーを務めていた奥田義行（現・株式会社りぼん社長）が、同じく彼がマネージメントを行っていた井上陽水とその側近スタッフを連れホリプロから独立したことが関係していた。当時アルバム『氷の世界』が大ヒット、ドル箱スターであった井上を引き抜く形での奥田の独立は、ホリプロにとっては造反行為であり、その怒りの対象は奥田の秘蔵っ子であったRCへ向けられた。井上と一緒に奥田の元へ移籍する予定であったが、契約問題で取り残されてしまったRCは、ホリプロで仕事もスタッフも与えられず、飼い殺し状態にされていた。これらの事情から、事務所に隠れて進められたレコーディングは、星勝をアレンジャーに迎え電気楽器とブラス楽器による音作りがなされた。忌野は星のアレンジを「音がきちんと整理され過ぎていて豪華。聴き易すぎる」とあまり気に入っていなかったという。「（星が以前在籍していた）モップスは好きだった。だからあの感じやヴァニラ・ファッジみたいなものを期待したのに、（井上）陽水のアルバムみたいにされそうになった」と語っている。またレコーディング中はディレクターの多賀とも度々衝突、「スローバラード」が名曲であることを早期から見抜いた多賀による「RCが売れるための」ディレクションに、忌野は当初から反発を隠さなかったという。レコーディングは1975年3月まで続けられ、1975年春、初めて自分たちで納得のいく出来となった『シングル・マン』は完成するものの、事務所に秘密に制作していたためにホリプロから発売の許可は下りず、結局そのままお蔵入りとなった。
同アルバムがようやく日の目を見るのは、それから約1年後の1976年4月、RCがホリプロとの契約が切れ、念願かなって奥田の事務所「りぼん」に移籍してからである。しかしこの発売も、RCが1年以上の間仕事らしい仕事ができておらずモチベーションが低迷していたこと、レコーディングから時間が経ち過ぎ、自分たちにとって「過去の作品」となってしまっていたこと、事務所のプロモーションがあまり受けられなかったことなど、恵まれない状況の中、販売不調のまま発売後1年とたたずに廃盤となった。多賀はシングル「スローバラード」をラジオで猛プッシュする為に多額の宣伝費を投入したが（後年、この曲をめぐる忌野との方針の対立から「何としてでも売らねば」という想いがあったと振り返っている）、こちらもまったく売れずに大きな挫折感を感じたという。
このアルバム帯には「このレコードは世界的ミュージシャンが豊富に使用されておりますので安心してご利用ください」と書かれている。
初めてこの不遇のアルバム『シングル・マン』へ注目が集められたのは、RCがエレキ編成となりロックバンドとしてライブハウスで話題となり始めた1979年のことである。RCの新譜を待ちかねていた音楽評論家の吉見佑子が中心となり、「新譜が出せないのなら、廃盤となってしまった『シングル・マン』をファンの元へ」と叫び、「シングル・マン再発売実行委員会」を設立、吉見が事務局長となり、ポリドールへ同アルバムの再発売を働きかける。画期的とも言えるこの運動は、新聞や雑誌でも取り上げられて社会的な注目も集め、最終的には自主制作限定300枚買い上げという形ながら、異例の再発売を実現させる。自主制作による再発売レコードの販売は、再発売実行委員会のメンバーが関わるレコード店（港区「パイドパイパー・ハウス」及び国立市「レコード・プラント」）のみであったが、売れ行きが好調で合計1500枚売り上げ、再プレスしても追いつかない状況となり、1980年には正式に『シングル・マン』が再発売されるに至る。
なお、再発売された際のLPレコードの帯には、
シングル・マン再発にあたって…このアルバム「シングル・マン」は、4年前に発売されあえなく廃盤になっていたものです。しかし、このアルバムを今一度世に出したいと吉見佑子さん、「パイドパイパー・ハウス」岩永正敏さん、「ART VIVANT」芦野公昭さん、堀田丸恵さんその他数多くの方々のご協力により「再発実行委員会」がつくられ、昨年末より自主限定発売がされていました。プレスされるたびに売り切れとなり、手に入れられない方や、東京以外の方から苦情が相ついでいましたが、このたびどこでも手に入れられるよう再発売できるようになりました。ひとえにRCサクセションを支持して下さるファンの皆様、そして再発実行委員会に直接、間接にご支援いただいた皆様の熱意のおかげと深く感謝しています。レコード会社としまして、こんな素晴らしいレコードを廃盤にしていたことを恥じ入り、反省している次第です。
とのポリドールからの謝罪文が掲載された。

## 再発盤
- 1994年のCD再発時、忌野清志郎+坂本龍一の「い・け・な・いルージュマジック」「明・る・い・よ」の2曲をボーナス・トラックとして追加収録（詳細後述）。
- 2015年5月2日の再発（シングル・マン+4）ではシングル「スローバラード」と、「わかってもらえるさ」の両面曲を追加収録（詳細後述）。

## 収録曲
作詞：忌野清志郎　作曲：肝沢幅一　編曲：星勝 & RCサクセション（特記以外）
1. ファンからの贈り物
  - ファンキーなリズムで始まる軽快なR&Bナンバー。全体に黒人音楽を意識したアレンジがなされており、実際にリズムセクションとホーンセクションにはタワー・オブ・パワーが参加した。アコースティック時代からのナンバー。
2. 大きな春子ちゃん
  - RCの数あるナンバーの中で小林和生がリードボーカルをとった数少ないナンバー。（林小がリードボーカルをとった歌はこの歌と「楽しい夕に」に収録された「エミちゃんおめでとう」のみ）
3. やさしさ
  - シングル「スローバラード」のB面に収録されたカップリング曲（別バージョン）でもある。
4. ぼくはぼくの為に
  - アコースティック中心ながらギターカッティングとボーカル、裏メロを辿るシャウトなど当時のRCのステージを彷彿させている。
5. レコーディング・マン（のんびりしたり結論急いだり）
  - 1分12秒の小曲ながら、自動販売機で瓶ジュースを買って栓を開ける音、廊下を歩く足音が次第にリズムと一体化していきフリージャズさながらの劇的な展開となる前衛的な曲。アルバム中唯一RCのメンバーのみでアレンジまでを手がけている。
6. 夜の散歩をしないかね
7. ヒッピーに捧ぐ
  - 不遇時代のRCに傾倒し尽力してくれていたスタッフの突然の死を知らされ、すぐには現実を受け入れられない様が描かれている。
8. うわの空
9. 冷たくした訳は
10. 甲州街道はもう秋なのさ
  - 著名曲のひとつ。レコーディングでは星勝アレンジによるストリングス・パートが録音されたが、後にメンバーのみで再度トラックダウンされ、これがほぼ取り除かれている[1]。
11. スローバラード
（作詞・作曲：忌野清志郎 & みかん）
  - 有名なイントロで始まるRCの代表曲。ブラスアレンジは現在のステージでもほぼそのまま再現されている。先行シングル曲（別ミックス）。1991年、映画『!［ai-ou］』主題歌として再シングル化（リミックス・バージョン）。

### CD：POCH-1452
1. ファンからの贈り物
2. 大きな春子ちゃん
3. やさしさ
4. ぼくはぼくの為に
5. レコーディング・マン（のんびりしたり結論急いだり）
6. 夜の散歩をしないかね
7. ヒッピーに捧ぐ
8. うわの空
9. 冷たくした訳は
10. 甲州街道はもう秋なのさ
11. スローバラード
12. い・け・な・いルージュマジック （忌野清志郎+坂本龍一）　※ボーナス・トラック
13. 明・る・い・よ （忌野清志郎+坂本龍一）　※ボーナス・トラック
作詞・作曲・編曲：忌野清志郎+坂本龍一（M-12.13）

### CD：UPCY-6989（シングル・マン+4）
1. ファンからの贈り物
2. 大きな春子ちゃん
3. やさしさ
4. ぼくはぼくの為に
5. レコーディング・マン（のんびりしたり結論急いだり）
6. 夜の散歩をしないかね
7. ヒッピーに捧ぐ
8. うわの空
9. 冷たくした訳は
10. 甲州街道はもう秋なのさ
11. スローバラード
12. わかってもらえるさ　※ボーナス・トラック
13. よごれた顔でこんにちは　※ボーナス・トラック
14. スローバラード（シングルバージョン）　※ボーナス・トラック
15. やさしさ（シングルバージョン）　※ボーナス・トラック

## メンバーおよびスタッフ
- RCサクセション
  - 忌野清志郎 - ボーカル、ギター
  - 林小和生 - ベース、ボーカル
  - 破廉ケンチ - ギター、ボーカル
- 西哲也 - ドラムス。実際はほぼ全曲でドラムを叩いていると思われる[3]が、契約都合上クレジットされていない。
- チト河内 - ドラムス。M-9のみ。契約都合上、クレジットされていない。
- ミッキー吉野 - キーボード。M-7にハモンドで参加。契約都合上、クレジットされていない。
- 柴田義也 - ピアノ。M-6にピアノで参加。契約都合上、クレジットされていない。
- 深町純 - ピアノ。M-4にピアノで参加。契約都合上、クレジットされていない。
- タワー・オブ・パワー - ホーンおよびリズムセクション。契約都合上、クレジットされていない。
- ニューヨーク・フィルハーモニー - ストリングス。契約都合上、クレジットされていない。[4]
- 茂木正三 - ミキサー
- 多賀英典 - ディレクター、プロデューサー

## 主な文献
- 愛しあってるかい（JICC出版局 1981年）
- GOTTA!忌野清志郎（忌野清志郎伝、角川文庫、1988年）
- 遊びじゃないんだっ!（RCサクセション20周年記念、マガジンハウス、1990年）
- 日々の泡立ち 真説RCサクセション（インタビュー集、ロッキング・オン、1991年）
- 月刊カドカワ・1992年3月号「総力特集 清志郎の遺言」（角川書店、1992年）
- 生卵（忌野清志郎デビュー25周年記念 河出書房新社、1995年）
- ロック画報・2002年10号「特集 RCサクセションに捧ぐ」（ブルース・インターアクションズ、2002年）
- 別冊宝島 音楽誌が書かないJポップ批評 忌野清志郎のブルースを捜して（宝島社、2006年）

ほか